# Грэдиница
Грэдиница (рум. Grădinița) — село в Каушанском районе Молдавии. Является административным центром коммуны Грэдиница, включающей также сёла Леунтя и Валя Верде.

## История
Село образовано 11 июня 1964 года из населённого пункта центральной усадьбы совхоза «Леонтьево».

## География
Село расположено на высоте 132 метра над уровнем моря.

## Население
По данным переписи населения 2004 года, в селе Грэдиница проживает 720 человек (365 мужчин, 355 женщин).
Этнический состав села:
| Национальность | Число жителей | Процентный состав |
| -------------- | ------------- | ----------------- |
| молдаване      | 379           | 52,64             |
| русские        | 221           | 30,69             |
| украинцы       | 99            | 13,75             |
| болгары        | 9             | 1,25              |
| гагаузы        | 4             | 0,56              |
| евреи          | 1             | 0,14              |
| прочие         | 7             | 0,97              |
| Всего          | 720           | 100 %             |